# Étienne Dupérac

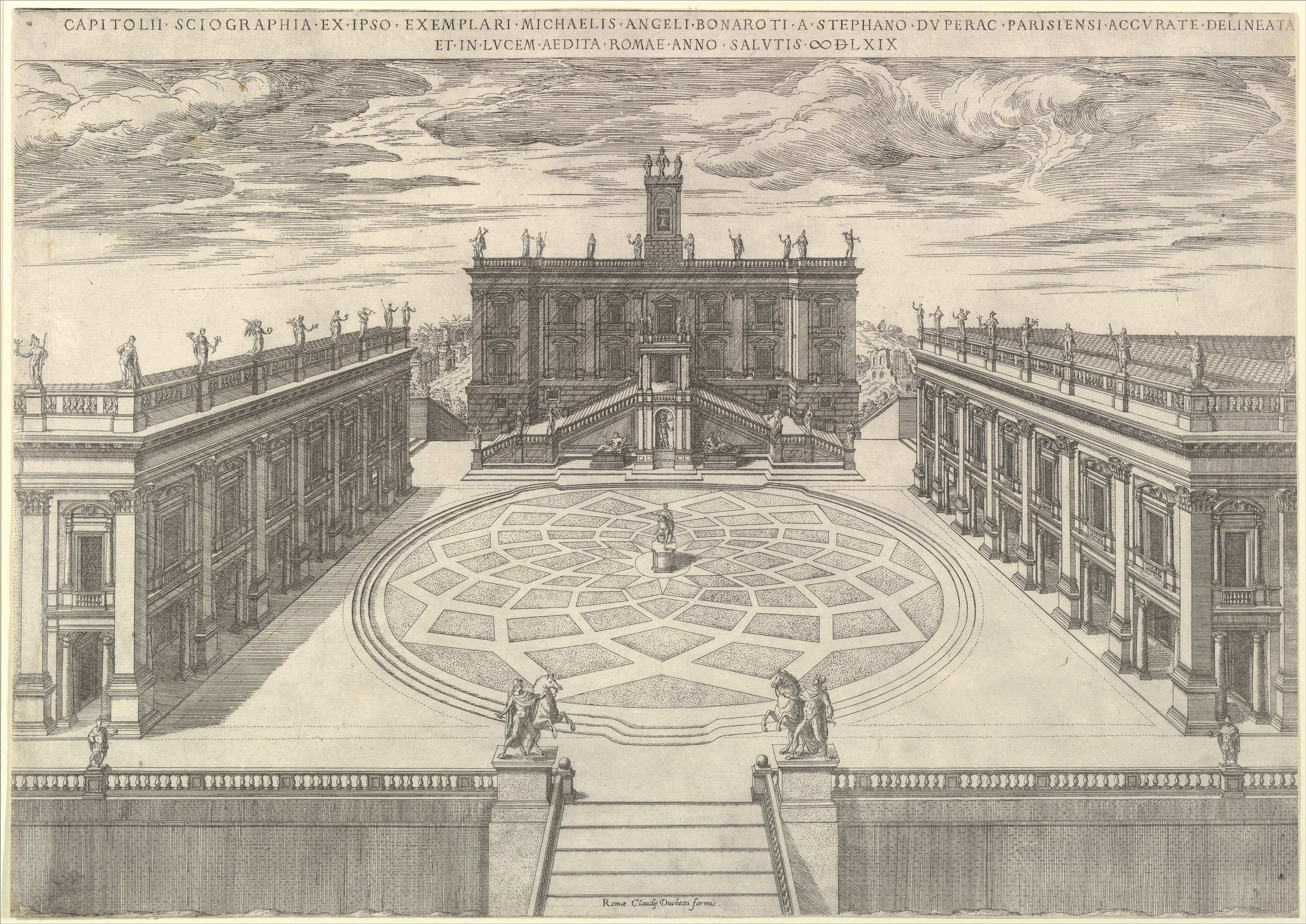
Étienne Dupérac: Piazza del Campidoglio, 1568,
Kupferstich

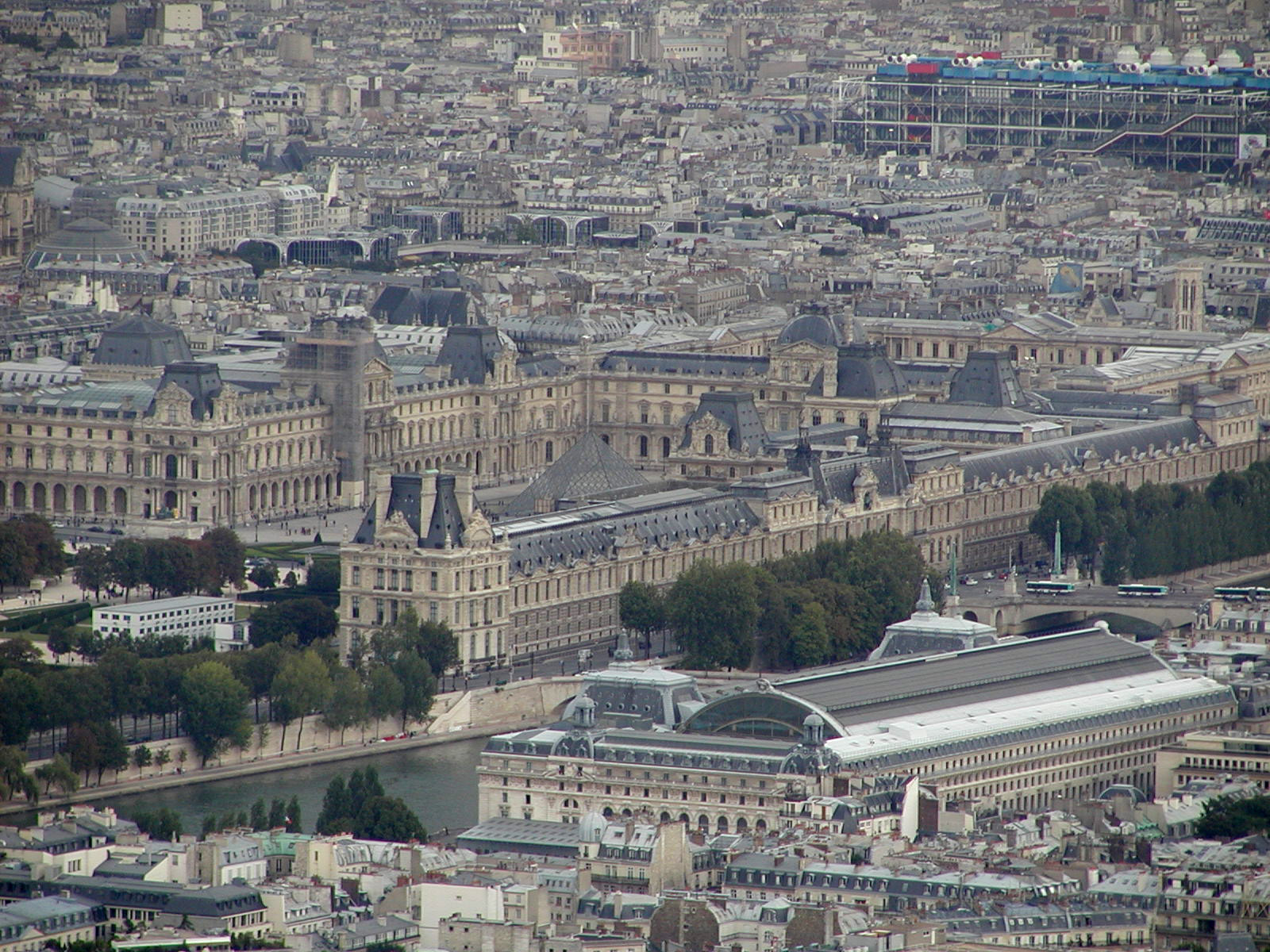
Ansicht von Paris, mit dem Palais du Louvre.
Die „Grande Galerie“ ist hinter dem ehemaligen Bahnhofsgebäude des Musée d’Orsay zu erkennen

Étienne Dupérac, italienisch Stefano Duperac (* um 1520 oder 1535? in Paris oder Bordeaux; † März 1604) war ein vielseitiger und erfolgreicher französischer Künstler, der als Zeichner, Radierer, Kunstmaler, Architekt und Dekorateur tätig war und über umfassende Kenntnisse im Bereich der Gartenkunst verfügte. Er gilt als einer der bedeutendsten französischen Architekten der zweiten Hälfte des 16. Jahrhunderts.
Nach einem fast zwanzigjährigen Aufenthalt in Italien (um 1560–1578) kehrte er nach Frankreich zurück, wo er ab etwa 1596 Hofarchitekt des Königs Heinrich IV. war, in dessen Auftrag er den ersten Teil der sogenannten „Grande Galerie“ des Louvre vollendete, der von Jacques Androuet II. Du Cerceau begonnen worden war.

## Leben
Dupérac begann seine damals noch bescheidene Karriere in Venedig, bevor er sich in Rom zunächst durch seine Zeichnungen und Radierungen antiker Bauwerke, später auch durch seine Tätigkeit als Maler und Architekt einen Namen machte. Alessandro Farneses Bibliothekar und Historiker Onofrio Panvinio  beschäftigte ihn in den Jahren 1565 und 1566 mit der Illustration und der Auffindung von Dokumenten für seine Abhandlungen über die Römische Antike. Im Jahr 1570 war er für den Herzog Bonifacio Caetani an der Ausschmückung, vielleicht auch an dem Bau des Südflügels des von 1570 bis 1580 erneuerten Palazzo Caetani in Cisterna beteiligt, 1572 wurde er gemeinsam mit Bartolomeo Gritti im Zusammenhang mit den Arbeiten für die Vorbereitung des Konklaves in Rom erwähnt und 1574 erteilte die Bruderschaft „Saint-Louis-des-Français“ ihm einen Auftrag für die Verschönerung der Kirche San Salvatore in thermis in Rom.
Nach Frankreich zurückgekehrt, arbeitete Dupérac von 1578 bis 1588 als Architekt für das Herzogsgeschlecht der Guisen (Herzöge von Guise und Lothringen), insbesondere für Charles de Lorraine, duc d’Aumale (um 1582), für Philippe-Emmanuel de Lorraine, duc de Mercœur (1588) und Charles de Lorraine, duc d’Elbeuf. Der Königinmutter Katharina von Medici liefert er einen Entwurf für eine Villa an dem damals noch außerhalb von Paris gelegenen Hügel von Chaillot, der unverwirklicht blieb. Ab 1596 stand er in den Diensten von Heinrich IV.
Étienne Dupérac starb hochbetagt im März 1604.

## Werk
In den Jahren 1565 und 1566 schuf Dupérac die Radierungen für Onufrio Panvinios postum publizierten Abhandlungen über die Triumphzeremonien („De triumpho“, 1571) und die Zirkusspiele („De ludis circensibus“, 1600) der römischen Antike. Gemeinsam mit Ercole Setti war er für die Kopien aus einem Teil des Libro dell'antichità des Pirro Ligorio verantwortlich. Neben den Szenen von Festen und Zeremonien spezialisierte er sich in den 1560er Jahren auf die Radierung von Architektur- und Ruinenansichten, die von Antoine Lafréry († 1577), Lorenzo Vaccaro, Claude Duchet und den Brüdern Tramezzino publiziert wurden.

## Werkauswahl
Zeichnungen und Radierungen:
- 1565–1566: Radierungen für Panvinios „De Triumpho“ und „De ludis circensibus“
- 1565–1578: Radierungen von Architektur- und Ruinenansichten, unter anderem der Städte Neapel (1566) und Rom (1577), Gartenansichten, wie jene der Villa d’Este (1573) in Tivoli bei Rom, Brunnen und Villen
- 1575: Radierungen „I vestigi dell'antichità di Roma“, 36 Ruinenansichten (in kohärenter Reihenfolge für einen Besichtigungsrundgang in Rom)
- 1575: Zeichnungsbuch „Illustration des fragments antiques“ (1575, Paris, Musée du Louvre), eine in späterer Zeit eigenhändig vorgenommene Kopie, die mit minderer Sorgfalt ausgeführt wurde, befindet sich in Paris in der BnF
- 1575: Radierung, die die sieben heiligsten Hauptkirchen Roms für die Pilger in der Heiligen Stadt zeigt

Malerei:
- 1561–1563: Landschaftsmalerei „al fresco“ auf den Wänden der Loggia Pius IV. im Vatikan (zugeschrieben)
- 1574: Malereien und Stuckarbeiten in der Kirche San Salvatore in thermis, Rom

Bauwerke:
- ????: Grabmal des Kardinals Charles de Lorraine de Vaudémont (1561–1587) in Nancy, Chapelle des Cordeliers
- 1588: Entwurf einer Villa in Chaillot für Katharina von Medici (zugeschrieben)
- 1596: Arbeiten an der Großen Galerie zwischen dem Palais du Louvre und dem Palais des Tuileries in Paris

Gärten:
- 1596: Entwurf für den Garten des Tuilerienschlosses in Paris
- ????: Entwurf für den Garten von Schloss Anet in Zusammenarbeit mit Mollet
- ????: Entwurf für den Garten des Schlosses von Saint-Germain-en-Laye (Terrassengarten des „Château-Neuf“)